# دهستان فنوج
دهستان فنوج، یکی از دهستان‌های بخش مرکزی شهرستان فنوج در استان سیستان و بلوچستان ایران است. مرکز این دهستان، شهر فنوج است.

## جمعیت
بر پایه سرشماری عمومی نفوس و مسکن در سال ۱۳۹۵، جمعیت دهستان فنوج برابر با ۱۱٬۷۹۷ نفر بوده‌است.